# Quadro de medalhas dos Jogos Pan-Americanos de 1971
| Quadro de Medalhas / Cali 1971 | Quadro de Medalhas / Cali 1971 | Quadro de Medalhas / Cali 1971 | Quadro de Medalhas / Cali 1971 | Quadro de Medalhas / Cali 1971 | Quadro de Medalhas / Cali 1971 |
| ------------------------------ | ------------------------------ | ------------------------------ | ------------------------------ | ------------------------------ | ------------------------------ |
| Pos.                           | País                           | Ouro                           | Prata                          | Bronze                         | Total                          |
| 1                              | Estados Unidos                 | 105                            | 73                             | 40                             | 218                            |
| 2                              | Cuba                           | 31                             | 49                             | 25                             | 105                            |
| 3                              | Canadá                         | 19                             | 20                             | 41                             | 80                             |
| 4                              | Brasil                         | 9                              | 7                              | 14                             | 30                             |
| 5                              | México                         | 7                              | 11                             | 23                             | 41                             |
| 6                              | Argentina                      | 6                              | 4                              | 12                             | 22                             |
| 7                              | Colômbia                       | 5                              | 9                              | 14                             | 28                             |
| 8                              | Jamaica                        | 4                              | 3                              | 4                              | 11                             |
| 9                              | Porto Rico                     | 2                              | 4                              | 7                              | 13                             |
| 10                             | Venezuela                      | 2                              | 3                              | 4                              | 9                              |
| 11                             | Antilhas Holandesas            | 1                              | 2                              | 1                              | 4                              |
| 12                             | Trinidad e Tobago              | 1                              | 1                              | 5                              | 7                              |
| 13                             | Panamá                         | 1                              | 1                              | 4                              | 6                              |
| 14                             | Equador                        | 1                              |                                | 2                              | 3                              |
| 15                             | Guatemala                      | 1                              |                                |                                | 1                              |
| 16                             | Chile                          |                                | 3                              | 4                              | 7                              |
| 17                             | Peru                           |                                | 1                              | 4                              | 5                              |
| 17                             | Uruguai                        |                                | 1                              | 4                              | 5                              |
| 19                             | Barbados                       |                                | 1                              |                                | 1                              |
| 20                             | Guiana                         |                                |                                | 1                              | 1                              |